# Грб Америчких Девичанских Острва
Грб Америчких Девичанских острва је званични хералдички симбол америчке прекоморске територије Америчка Девичанска Острва.

## Опис грба
Грб садржи контуре три главна острва: Сент Кроа, Сент Џон и Сент Томас. Око грба је натпис "Government of the United States Virgin Islands" ("Влада Америчких Девичанских Острва"). Овај грб је заменио пређашњи грб, који је био сличан грбу на садашњој застави Америчких Девичанских Острва.